# Hermann von Haag
Hermann Haag, seit 1889 Ritter von Haag, (* 13. Oktober 1843 in Nürnberg; † 2. Dezember 1935 in München) war ein bayerischer General der Infanterie.

## Leben

### Herkunft
Er war der Sohn des Rats und Zentralkassiers bei der Königlich Bayerischen Generaldirektion der Verkehrsanstalten in München Ludwig Haag (1804–1887) und dessen Ehefrau Johanna, geborene von Mangstel (1807–1893). Sein Bruder war der Jurist und Beamte Heinrich von Haag (1838–1928).

### Militärkarriere
Haag trat aus dem Kadettenkorps kommend am 13. September 1861 als Junker in das Genie-Regiment der Bayerischen Armee ein. Während seiner Ausbildung an der Artillerie- und Genieschule avancierte er im Mai 1863 zum Unterleutnant. Als Oberleutnant nahm Haag 1866 am Deutschen Krieg teil und wurde nach deren Beendigung im November als Aufsichtsoffizier an die Artillerie- und Genieschule kommandiert. Im Jahr darauf war er als Lehrer für Mathematik im Kadettenkorps tätig und wurde am 1. Januar 1868 in gleicher Eigenschaft zur Inspektion der Militär-Bildungsanstalten versetzt. Ab Oktober 1869 absolvierte Haag die Kriegsakademie, die mit Beginn des Krieges gegen Frankreich geschlossen wurde. Haag kam als Genieoffizier zum Stab der 2. Division und nahm an den Kämpfen bei Wörth, Beaumont und Sedan sowie der Belagerung von Paris teil. Während des Loirefeldzuges konnte er sich in bei Artenay, Coulmiers und Orleans besonders bewähren. In der Schlacht bei Loigny und Poupry wurde Haag verwundet und für sein Verhalten mit dem Ritterkreuz des Militärverdienstordens mit Schwertern sowie dem Eisernen Kreuz II. Klasse ausgezeichnet.
Nach seiner Genesung kommandierte man ihn kurzzeitig zur Lokalgeniedirektion der Landesfestung Ingolstadt und verwendete ihn ab April 1871 wieder als Lehrer am Kadettenkorps. Zum 1. Oktober 1871 nahm Haag seine Studien an der Kriegsakademie wieder auf, die er im Herbst 1873 mit der Befähigung für den Generalstab, die Höhere Adjutantur und das Lehrfach abschloss. Daran schloss sich seine Kommandierung zum Generalstab an und am 17. Juli 1874 wurde Haag mit seiner Beförderung zum Hauptmann in den Genie-Stab versetzt. Aufgrund seiner Qualifikation wurde er im selben Jahr Lehrer für Befestigung, Geschichte der Kriegskunst und angewandte Taktik an der Kriegsakademie sowie an der Artillerie- und Ingenieur-Schule. Seit Oktober 1875 war Haag auch als Adjutant an der Kriegsakademie tätig und wurde mehrfach zum Stab des Generalinspekteurs der Armee, Luitpold von Bayern kommandiert. Unter Enthebung von seiner Lehrtätigkeit wurde er am 21. Oktober 1877 zur Zentralstelle des Generalstabes versetzt und mit der Führung einer Kompanie im Infanterie-Leib-Regiment beauftragt. Ende 1878 kehrte Haag in den Generalstab zurück, wurde Anfang 1879 Generalstabsoffizier im Stab der 2. Division in Augsburg und in dieser Eigenschaft am 13. August 1879 zum Major befördert. Vom 1. Oktober 1880 war er für die Dauer von eineinhalb Jahren zum Großen Generalstab nach Berlin kommandiert. Anschließend fungierte Haag als Erster Generalstabsoffizier beim Generalkommando des I. Armee-Korps in München. Zum 24. März 1885 erfolgte seine Ernennung zum Referenten im Kriegsministerium unter Stellung à la suite des Generalstabes. Zugleich war er als Mitglied der Ober-Examinationskommission für Kandidaten des höheren Militär-Verwaltungsdienstes tätig. Er avancierte Mitte Februar 1886 zum Oberstleutnant und wurde am 29. Juli desselben Jahres zum Chef der Abteilung für Allgemeine Armeeangelegenheiten im Kriegsministerium ernannt. In dieser Eigenschaft wirkte er 1887 als Kommissär bei den Sitzungen des Landtages und stieg am 25. Juli 1888 zum Oberst auf. Vom 27. Januar 1889 bis zum 15. Mai 1890 fungierte Haag als Kommandeur des 11. Infanterie-Regiments „von der Tann“. In dieser Stellung wurde Haag am 28. Januar 1889 durch Prinzregent Luitpold von Bayern mit dem Ritterkreuz des Verdienstordens der Bayerischen Krone beliehen. Damit verbunden war die Erhebung in den persönlichen Adelsstand und er durfte sich nach der Eintragung in die Adelsmatrikel am 6. Februar 1889 „Ritter von Haag“ nennen.
Unter Stellung à la suite seine Regiments wurde Haag am 16. Mai 1890 zum Militärbevollmächtigten in Berlin und zum Bevollmächtigten zum Bundesrat des Deutschen Reiches ernannt. In dieser Eigenschaft erhielt er am 10. Mai 1891 den Rang und die Gebührnisse als Brigadekommandeur und wurde nach den Herbstmanövern am 30. November 181 zum Generalmajor befördert. Unter Beförderung zum Generalleutnant wurde Haag am 18. November 1895 aus Berlin abberufen und zum Kommandeur der 3. Division in Nürnberg ernannt. Vom 1. April 1901 bis zum 10. Juni 1903 führte er die 5. Division. Anschließend stellte man ihn unter Verleihung des Charakters als General der Infanterie zur Disposition und ernannte Haag zum lebenslänglichen Mitglied des Reichsrates. Er erhielt am 16. Oktober 1905 das Patent zu seinem Dienstgrad und wurde zum diensttuenden Generaladjutanten von Luitpold von Bayern berufen. Diese Stellung behielt Haag auch unter Ludwig III. bei, der ihn am 23. August 1913 à la suite des 11. Infanterie-Regiments „von der Tann“ stellt.
Haag war Inhaber des Großkreuzes des Ordens vom Heiligen Michael, des Militärverdienstordens, des Leopold-Ordens sowie des Roten Adlerordens.

### Familie
Haag hatte sich am 31. Oktober 1867 in München mit Luise Kroning verheiratet. Sie war die Tochter des Rechtsanwalts Georg Kroning. Die Ehe blieb kinderlos.